# 雅科夫·戈云
雅科夫·戈云（1986年4月18日—），克罗地亚男子手球运动员。他曾代表克罗地亚国家队参加2012年和2016年夏季奥林匹克运动会手球比赛，其中2012年奥运会获得一枚铜牌。